# Rød løn
Rød løn (Acer rubrum) er et stort træ med én eller flere stammer og en kegleformet og efterhånden bred vækst. Bladene er håndlappede og får kraftige, røde efterårsfarver. Derfor bruges træet en del i større haver og parker.

## Beskrivelse
Rød løn er et stort træ med én eller flere stammer og en kegleformet eller (senere) bred vækst. Hovedgrenene er opstigende til overhængende. Barken er først glat og lysegrøn til rødlig. Senere bliver den ru og mørkegrøn. Gamle stammer får furet og afskallende bark.
Knopperne sidder modsat, og de er vinrøde med meget fin hårklædning. Bladene er bredt hjerteformede og trelappede med grove takninger langs randen. Oversiden er glat og lysegrøn, mens undersiden er sølvhvid (senere dog mat grågrøn). Høstfarven er gul, orange eller vinrød.
Blomstringen sker i forbindelse med løvspringet, og selv om de enkelte blomster er uanselige, ses blomstringen tydeligt på grund af de røde hylsterblade. Frugterne er de velkendte, vingede nødder.
Rodnettet er hjerteformet, men hovedsageligt vandret i madjordslaget. Inden for 2–3 m radius findes dog enkelte lodrette sænkere, som når ned i råjorden. Træet har samliv med flere svampe, både af VAM- og ekto-mykorrhizatypen.
Højde x bredde og årlig tilvækst: 20 x 15 m (50 x 35 cm/år). Disse mål kan fx anvendes, når arten udplantes.

## Hjemsted
Rød løn forekommer i et meget stort område af USA og Canada, spændende fra de store søer og Newfoundland til Texas og Florida. Mest mod nord foretrækker arten tørre, grusede og sydvendte steder. I hele området optræder arten som pioner- og ungskovstræ. Til trods for dette er træet meget skyggetolerant, især i ungdommen.
I området omkring Roosevelt i New Jersey, USA, findes arten i skove og som pionertræ sammen med bl.a. Konvalbusk, robinie, tulipantræ, amerikansk bøg, amerikansk knapbusk, amerikansk nældetræ, amerikansk platan, amerikansk vin, blyantene, brunfrugtet surbær, glansbladet hæg, hvid ask, hvid hickory, klatrevildvin, koralsumak, pennsylvansk vokspors, skovtupelotræ, sukkerbirk, sumpeg, sumprose, virginsk ambratræ, virginsk troldnød, virginsk vinterbær, weymouthfyr og østamerikansk hemlock

## Note
1. ↑  Borough of Roosevelt: Flora of Roosevelt, Monmouth Co., New Jersey (engelsk)